# Banksia benthamiana
Espèce
Classification phylogénétique
Banksia benthamiana est une espèce d'arbuste buissonnant du genre Banksia de la famille des Proteaceae. Il forme de petits buissons de 1,8 à 4 m à l'écorce grise et aux feuilles finement dentées. On le trouve en populations dispersées dans la région de Wheatbelt en Australie Occidentale, près de Mullewa et de Dalwallinu.